# Championnats du monde de BMX 1997
Navigation
Édition précédente Édition suivante
Les championnats du monde de BMX 1997, deuxième édition des championnats du monde de BMX organisés par l'Union cycliste internationale, ont eu lieu du 22 au 27 juillet 1997 à Saskatoon, au Canada. Ils sont remportés par les Américains John Purse chez les hommes et Michelle Cairns chez les femmes.

## Podiums
| Épreuves                     | Or                 | Argent            | Bronze           |
| ---------------------------- | ------------------ | ----------------- | ---------------- |
| Épreuves masculines          |                    |                   |                  |
| Élite hommes                 | John Purse         | Greg Romero       | Matt Hadan       |
| Cruiser élite hommes         | Christophe Lévêque | Neal Wood         | Dale Holmes      |
| Épreuve masculines - juniors |                    |                   |                  |
| Junior hommes                | Ivo Lakučs         | Thierry Fouilleul | Mickael Deldycke |
| Cruiser junior hommes        | Thierry Fouilleul  | Mickael Deldycke  | Kevin Royal      |
| Épreuves féminines           |                    |                   |                  |
| Élite femmes                 | Michelle Cairns    | Karien Gubbels    | Marie McGilvary  |
| Junior femmes                | Rachael Marshall   | Audrey Pichol     | Ellen Bollansee  |

## Tableau des médailles
| Rang  | Nation          | Or | Argent | Bronze | Total |
| ----- | --------------- | -- | ------ | ------ | ----- |
| 1     | France          | 2  | 3      | 1      | 6     |
| 2     | États-Unis      | 2  | 1      | 3      | 6     |
| 3     | Australie       | 1  | 0      | 0      | 1     |
|       | Lettonie        | 1  | 0      | 0      | 1     |
| 5     | Grande-Bretagne | 0  | 1      | 1      | 2     |
| 6     | Pays-Bas        | 0  | 1      | 0      | 1     |
| 7     | Belgique        | 0  | 0      | 1      | 1     |
| Total | Total           | 6  | 6      | 6      | 18    |